# Севириане (гностики)

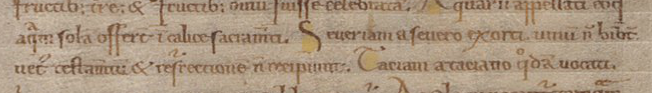
Исидор Севильский в книге Этимологии о севирианах. Лист 213r Гигантского кодекса. Рукопись XIII век, Национальная библиотека Швеции

Севириа́не (др.-греч. σευηριανοί; лат. severiani; ст.‑слав. сєвирьюне) — христианское течение II века, названное по имени основателя их учения — Севира (др.-греч. Σευῆρός; лат. Severus). Епифаний Кипрский считает, что Севир был предшественником Татиана; Евсевий Кесарийский, Феодорит Кирский, Иероним Стридонский считали Севира преемником Татиана.
Учение Севира — это одно из направлений гностицизма. Согласно учению Севира, существует два бога. Второй бог Иалдаваоф (или Саваоф) господствует над Началами и Властями, которые сотворили мир. От второго бога родился диавол — змий. Змий был вышнею силою низвергнут на землю, в змееобразном виде, распалился похотью и смесился с землею, как с женою; и от осеменения его семенем вырос виноград; гибкая виноградная лоза изображает змеевидность; белый виноград подобен змию, а чёрный — дракону; ягоды винограда, имеющие круглую форму, подобны шарикам или каплям яда. Вино, сделанное из винограда, мутит умы человеческие, вызывает любострастное расслабление, возбуждает неистовую похоть, производит гнев, потому что тело одуряется силою вина и яда дракона. По этим причинам севириане совершенно воздерживались от вина.
Женщина, согласно учению севириан, — дело сатаны; вступающие в брак — исполняют дело сатанинское. Севериане были безбрачными. Согласно учению севириан, у мужчины лишь половина тела до пупа — Божия, а другая половина — дьявольская.
Как сообщает Епифаний Кипрский, севириане пользовались некоторыми подложными книгами, а также отчасти и признанными книгами, из последних они выбирали цитаты и толковали их согласно своему учению.